# 走水奉行
走水奉行（はしりみずぶぎょう）は、現在の東京湾（江戸湾・内海）の水上交通の拠点であった走水（現在の神奈川県横須賀市）を支配した江戸幕府の遠国奉行。

## 概要
徳川家康が江戸城に移封されて以来、三崎に御舟手衆が置かれて徳川水軍を管轄していたが、元和元年（1615年）、向井忠勝が三崎における責任者に任ぜられ、寛永元年（1624年）には御舟手衆のまま三崎御番に任ぜられ、寛永9年（1632年）には走水御番を兼務した。忠勝の子忠宗が没すると、正保2年9月23日（1645年11月11日）に田村長衞が走水に置かれ、同じ日に三崎に置かれた安部正成とともに、それぞれ役料1000石と配下として与力5騎・同心30名を授けられた（役料については寛文年間以後とする説もある）。これが走水奉行および三崎奉行の由来である。走水奉行は下田奉行と連携して江戸から出る船舶の監視・取締にあたった（江戸に入る船舶の監視・取締にあたったのが三崎奉行である）。元禄9年2月21日（1696年3月24日）に走水奉行青山幸高・三崎奉行根来長時がともに御役御免とされ、両奉行ともに廃止となり、配下の与力・同心の一部は新居奉行に移された。